# 郭敬佑
郭敬佑，山東省武定府樂陵縣人，清朝政治人物。同進士出身。
光緒二年（1876年），參加丙子恩科會試，得貢士第319名。殿試登進士3甲第95名。同年五月（6月3日），經吏部掣簽，授即用知縣。